# راندي إيوينغ
راندي إيوينغ (بالإنجليزية: Randy Ewing)‏ هو شخصية أعمال وسياسي أمريكي، ولد في 10 فبراير 1944 في الولايات المتحدة. حزبياً، نشط في الحزب الديمقراطي. وقد انتخب عضو مجلس ولاية لويزيانا.